# 高尾一彦
高尾 一彦（たかお かずひこ、1924年3月3日 - ）は、日本の日本史学者、神戸大学名誉教授。

## 略歴
大阪府生まれ。京都大学文学部史学科卒業。1951年神戸大学文学部講師、1958年助教授、1972年教授となる。1987年定年退官、名誉教授、樟蔭女子短期大学教授を務めた。日本近世史を講じ、近世庶民文化研究の分野で数多くの問題提起的な論文がある。

## 著書
- 『日置荘町誌』日置荘町 1954
- 『近世の農村生活 大阪近郊の歴史』創元社(創元歴史選書)1958
- 『近世の庶民文化』岩波書店(日本歴史叢書) 1968 のち同時代ライブラリー、岩波現代文庫
- 『近世の日本 新書日本史 5』1976 講談社現代新書
- 『横笛と大首絵 近世の文化・芸能をめぐって』法政大学出版局 1989

## 論文
- <高尾一彦